# 스키조 (밴드)
스키조(Schizo)는 2002년에 부산에서 결성하여 2003년 데뷔한 대한민국의 밴드이다. 멤버는 허재훈(보컬, 작사, 작곡)이다.

## 음반

### 정규
- Dumbo Shit (2003년 8월 14일)
- Fight Against The World (2006년 6월 29일)

### 싱글
- 아리랑 목동 (2006년 5월 25일) - 아리랑 목동
- Mutation (2007년 4월 23일) - 버스 안에서 (feat. 김현숙), Keep Your Faith, 싸이코
- Insomnia (2011)
- Bomb! Bomb! Bomb! (2011)

### 참여
- New Attack 2002 (2002년 11월 19일) - 굳세어라 금순아
- 똥개 (2003년 7월 18일) - 거친 똥개
- Happy Rock Christmas (2006년 11월 27일) - Rudolph The Red-Nosed Reindeer, Jingle Bell
- 쏜다 (2007년 3월 15일) - Hed Up
- Ghost On Summer 2007 - Hit Remake Parade! - 나를 돌아봐, Go Go Go!
- Ghost On Spotlight The 1st Story : Music 2.0 Edition - Psycho, 버스 안에서, Keep Your Faith
- 디워 (D-War: Legend Of Dragon) : Special Tribute Album (2007.07.25) - Crow V3 (Theme Of Dwardler)
- 마이캅 (tvN 시트콤) (2008년 5월 15일) - 세상이 그대를 속일지라도